# 2018 au Yukon
Chronologie du Yukon
- 2014
- 2015
- 2016
- 2017
- 2018
- 2019
- 2020
- 2021
- 2022

Cette page concerne des événements d'actualité qui se sont produits durant l'année 2018 dans le territoire canadien du Yukon.

## Politique
- Premier ministre : Sandy Silver (Parti libéral)
- Chef de l'opposition officielle : Stacey Hassard (intérim) (Parti du Yukon)
- Commissaire : Doug Phillips jusqu'au 31 janvier puis vacant (31 janvier au 12 mars) puis Angélique Bernard
- Législature :  34e (en)

## Événements
- 7 mai : élection générale aux conseils scolaires[1].
- 17 octobre : le cannabis est maintenant légal au Yukon et au Canada[2].
- 18 octobre : des élections municipales seront tenues dans tout le territoire afin de faire élire des maires et des conseillers municipaux. Dan Curtis est réélu facilement pour un troisième mandat à la mairie de Whitehorse.
- 12 décembre : l'ancienne première ministre du Yukon Pat Duncan devient sénatrice du Yukon.

## Décès
- 28 novembre : Wayne Jim (en), député territoriale de McIntyre-Takhini (2000-2002) (º 24 février 1961)